# Nikolaj Rostov
Il conte Nikolaj Ilič Rostov (in russo Николай Ильич Ростов?) è un personaggio del romanzo Guerra e pace di Lev Tolstoj.

## Ruolo nella storia
È figlio del conte e della contessa Rostov ed è fratello di Vera, Nataša e Petja. All'inizio della vicenda è un giovane di 20 anni, che rinuncia ai suoi studi per servire la sua patria e lo zar, per il quale prova una grande ammirazione, arruolandosi come ussaro, dove incontrerà il suo futuro amico Denisov. Immagina i grandi successi e la gloria, nonostante questa aspirazione sia bloccata quando cade e viene ferito in battaglia. In seguito Nikolaj rifiuta di usare i contatti della famiglia per migliorare la sua posizione nell'esercito, e così finisce sotto l'influenza di Dolochov.
Nikolaj è inizialmente innamorato di sua cugina Sonja, la quale ricambia tale sentimento, e promette che l'avrebbe sposata, ma in seguito questo amore avrà dei periodi più forti e altri più deboli, fino al punto che quando ottiene la licenza e torna a casa non le presta alcuna attenzione. Quando Dolochov fa una proposta di matrimonio a Sonja e quest'ultima rifiuta, Nikolaj è facilmente condotto alla rovina finanziaria e sociale da Dolochov, che manipolandolo gli fa perdere grandi somme a carte. Successivamente, dopo aver salvato la ricca ereditiera Marja Bolkonskaja dai francesi, s'invaghisce di lei ed è contraccambiato; così alla fine del romanzo la sposa nell'autunno del 1814 ripudiando in tal modo Sonja, e dalla loro unione ottengono quattro figli. Ciò rende felici i Rostov, poiché questo matrimonio salva l'intera famiglia dalla rovina finanziaria, cosa che non sarebbe potuta accadere se Nikolaj avesse sposato Sonja.I due vanno a vivere nella tenuta di Bald Hills è diventato cari amici della sorella di Nikolaj Natasha è di suo marito Pierre Bezuchov.

## Nella cinematografia
Compare nei seguenti film tratti dal romanzo:
- 1956: Guerra e pace (War and Peace) di King Vidor
- 1967: Guerra e pace (Война и мир) di Sergej Fëdorovič Bondarčuk
- 1972: Guerra e pace (War and Peace) di John Davies
- 2007: Guerra e pace di Robert Dornhelm